# Quint Marci Trèmul
Quint Marci Trèmul (en llatí Quintus Marcius Tremulus) va ser un magistrat romà d'origen plebeu. Formava part de la branca plebea de la gens Màrcia.
Va ser dues vegades cònsol amb el patrici Publi Corneli Arvina, la primera l'any 306 aC i la segona el 288 aC. En el primer període va fer la guerra contra hèrnics i anagnins als que va derrotar fàcilment,i després va anar en suport del seu col·lega al Samni on en arribar els samnites el van atacar sobtadament. però Corneli Arvina va anar a la zona i els dos generals romans van aconseguir una gran victòria. Arvina va romandre al Samni i Trèmul va tornar a Roma, on va celebrar el seu triomf sobre els hèrnics i anagnins i se li va erigir una estàtua al fòrum, davant del temple de Càstor.